# Eleição municipal de Vitória em 2020
A eleição municipal da cidade de Vitória em 2020 ocorrerá no dia 15 de novembro (primeiro turno) e 29 de novembro (segundo turno, se necessário) e elegerá um prefeito, um vice-prefeito e 15 vereadores para a administração da cidade, que se iniciará em 1° de janeiro de 2021 e com término em 31 de dezembro de 2024. O prefeito titular é Luciano Rezende, do Cidadania, que, por estar exercendo seu segundo mandato de forma consecutiva, não pode concorrer à reeleição.
Originalmente, as eleições ocorreriam em 4 de outubro (primeiro turno) e 25 de outubro (segundo turno) (para cidades acima de 200 mil habitantes), porém, com o agravamento da pandemia do novo coronavírus (SARS-CoV-2), causador da Covid-19, as datas foram modificadas com a promulgação da Emenda Constitucional nº 107/2020.
Com 68,73% das urnas apuradas, Delegado Pazolini é eleito prefeito de Vitória com 58,63% dos votos válidos. 

## Contexto político e pandemia
As eleições municipais de 2020 estão sendo marcadas, antes mesmo de iniciada a campanha oficial, pela pandemia do coronavírus SARS-CoV-2 (causador da COVID-19), o que está fazendo com que os partidos remodelem suas metodologias de pré-campanha. O Tribunal Superior Eleitoral (TSE) autorizou os partidos a realizarem as convenções para escolha de candidatos aos escrutínios por meio de plataformas digitais de transmissão, para evitar aglomerações que possam proliferar o vírus. Alguns partidos recorreram a mídias digitais para lançar suas pré-candidaturas. Além disso, a partir deste pleito, será colocada em prática a Emenda Constitucional 97/2017, que proíbe a celebração de coligações partidárias para as eleições legislativas, o que pode gerar um inchaço de candidatos ao legislativo. Conforme reportagem publicada pelo jornal Brasil de Fato em 11 de fevereiro de 2020, o país poderá ultrapassar a marca de 1 milhão de candidatos a prefeito, vice-prefeito e vereador neste escrutínio, o que não seria necessariamente bom, na opinião do professor Carlos Machado, da UnB (Universidade de Brasília): “Temos o hábito de criticar de forma intensa a coligação partidária, sem parar para refletir sobre os elementos positivos dela. O número de candidatos que um partido pode apresentar numa eleição, varia se ele estiver dentro de uma coligação, porque quando os partidos participam de uma coligação, eles são considerados como um único partido", afirmou Machado na reportagem.

## Candidatos[9]
A lista de pré-candidatos está sujeita a alterações constantes, com o prazo final para registro de candidaturas ocorrendo apenas em 26 de setembro. O prazo original, 15 de agosto, foi modificado em razão da Emenda Constitucional nº 107/2020.
| Número | Candidato          | Partido      | Vice                           | Coligação                                                                            |
| ------ | ------------------ | ------------ | ------------------------------ | ------------------------------------------------------------------------------------ |
| 10     | Delegado Pazolini  | Republicanos | Capitã Estéfane (Republicanos) | "Vitória Unida é Vitória de Todos!" - Republicanos - MDB - DEM - PTC - Solidariedade |
| 13     | João Coser         | PT           | Jackeline Rocha (PT)           | Sem coligação                                                                        |
| 16     | Raphael Furtado    | PSTU         | Laís Carvalho (PSTU)           | Sem coligação                                                                        |
| 22     | Halpher Luiggi     | PL           | Juliana Prado Costa (PL)       | "Vitória no Caminho Certo" - PL - PMN                                                |
| 23     | Gandini            | Cidadania    | Nathan (PSL)                   | "Avança Vitória" - Cidadania - PSL - PSC - PODE - PDT - PV - Avante                  |
| 28     | Eron Domingos      | PRTB         | Sérgio Capovilla (PRTB)        | Sem coligação                                                                        |
| 30     | Coronel Nylton     | NOVO         | Patricia Bortolon (NOVO)       | Sem coligação                                                                        |
| 40     | Sérgio Sá          | PSB          | Lais Alves Garcia (REDE)       | "Vitória Um Passo Adiante" - PSB - REDE - PROS - PP - PMB                            |
| 45     | Neuzinha           | PSDB         | Anderson Theodoro (PSDB)       | Sem coligação                                                                        |
| 50     | Gilbertinho Campos | PSOL         | Munah Malek (PSOL)             | Sem coligação                                                                        |
| 51     | Capitão Assumção   | Patriota     | Capitão Tristão (PTB)          | "Vitória Acima de Tudo" - Patriota - PTB                                             |
| 55     | Mazinho            | PSD          | João Salles (PSD)              | Sem coligação                                                                        |
| 65     | Namy Chequer       | PCdoB        | Alcione Pinheiro (PCdoB)       | Sem coligação                                                                        |

- Atualizado até 16h56min, quinta-feira, 20 de março de 2025 (UTC)

## Pesquisas eleitorais
| Fonte | Data(s) conduzidas | Amostragem | João Coser PT | Gandini Cidadania | Delegado Pazolini Republicanos | Neuzinha PSDB | Capitão Assumção Patriota | Sérgio Sá PSB | Mazinho PSD | Namy Chequer PCdoB | Coronel Nylton NOVO | Gilbertinho Campos PSOL | Eron Domingos PRTB | Fábio Louzada MDB | Raphael Furtado PSTU | Outros | Abst. Indec. | Vantagem |   |     |    |
| ----- | ------------------ | ---------- | ------------- | ----------------- | ------------------------------ | ------------- | ------------------------- | ------------- | ----------- | ------------------ | ------------------- | ----------------------- | ------------------ | ----------------- | -------------------- | ------ | ------------ | -------- | - | --- | -- |
| Fonte | Data(s) conduzidas | Amostragem | Ibope         | 2-3 Nov           | 602                            | 26%           | 24%                       | 18%           | 4%          | 5%                 | 5%                  | 5%                      | 0%                 | 1%                | 1%                   | 0%     | 0%           | 0%       | – | 20% | 2% |
| 20%   | 17%                | 13%        | Ibope         | 2-3 Nov           | 602                            | 3%            | 4%                        | 3%            | 4%          | 0%                 | 1%                  | 0%                      | –                  | 0%                | –                    | 2%     | 54%          | 3%       |   |     |    |
| Ibope | 11-12 Out          | 602        | 22%           | 22%               | 10%                            | 7%            | 6%                        | 5%            | 3%          | 2%                 | 1%                  | 1%                      | 0%                 | 0%                | 0%                   | –      | 20%          | 0%       |   |     |    |
| Ibope | 11-12 Out          | 602        | 13%           | 12%               | 6%                             | 2%            | 4%                        | 4%            | 1%          | 1%                 | 0%                  | 1%                      | –                  | 0%                | –                    | 2%     | 54%          | 1%       |   |     |    |

## Resultados

### Prefeitura
Fonte: TSE
| Candidato(a)                     | Vice                           | 1º turno 15 de novembro de 2020 | 1º turno 15 de novembro de 2020 | 2º turno 29 de novembro de 2020 | 2º turno 29 de novembro de 2020 |
| Candidato(a)                     | Vice                           | Votos                           | Porcentagem                     | Votos                           | Porcentagem                     |
| -------------------------------- | ------------------------------ | ------------------------------- | ------------------------------- | ------------------------------- | ------------------------------- |
| Delegado Pazolini (Republicanos) | Capitã Estéfane (Republicanos) | 53.014                          | 30,95%                          | 102.466                         | 58,50%                          |
| João Coser (PT)                  | Jackeline Rocha (PT)           | 37.373                          | 21,82%                          | 72.684                          | 41,50%                          |
| Gandini (Cidadania)              | Nathan (PSL)                   | 36.172                          | 21,12%                          | Não participaram                | Não participaram                |
| Capitão Assumção (Patriota)      | Capitão Tristão (PTB)          | 12.365                          | 7,22%                           | Não participaram                | Não participaram                |
| Mazinho (PSD)                    | João Salles (PSD)              | 11.397                          | 6.65%                           | Não participaram                | Não participaram                |
| Neuzinha (PSDB)                  | Anderson Theodoro (PSDB)       | 7.897                           | 4,61%                           | Não participaram                | Não participaram                |
| Sérgio Sá (PSB)                  | Laís Alves Garcia (REDE)       | 7.110                           | 4,15%                           | Não participaram                | Não participaram                |
| Coronel Nylton (NOVO)            | Patrícia Bortolon (NOVO)       | 2.882                           | 1,68%                           | Não participaram                | Não participaram                |
| Gilbertinho Campos (PSOL)        | Munah Malek (PSOL)             | 1.408                           | 0,82%                           | Não participaram                | Não participaram                |
| Halpher Luiggi (PL)              | Juliana Prado Costa (PL)       | 998                             | 0,58%                           | Não participaram                | Não participaram                |
| Namy Chequer (PCdoB)             | Alcione Pinheiro (PCdoB)       | 440                             | 0,26%                           | Não participaram                | Não participaram                |
| Fábio Louzada (MDB)              | Madson Barboza (MDB)           | 132                             | 0,08%                           | Não participaram                | Não participaram                |
| Raphael Furtado (PSTU)           | Laís Carvalho (PSTU)           | 69                              | 0,04%                           | Não participaram                | Não participaram                |
| Eron Domingos (PRTB)             | Sérgio Capovilla (PRTB)        | 51                              | 0,03%                           | Não participaram                | Não participaram                |
| Total de votos válidos           | Total de votos válidos         | 171.308                         | 100%                            |                                 |                                 |
| → Votos válidos                  | → Votos válidos                | 171.308                         | 91,38%                          |                                 |                                 |
| → Votos brancos                  | → Votos brancos                | 7.660                           | 4,08%                           |                                 |                                 |
| → Votos nulos                    | → Votos nulos                  | 8.502                           | 4,54%                           |                                 |                                 |
| Total de votos                   | Total de votos                 | 187.470                         | 100%                            |                                 |                                 |

| Partido | Partido      | Candidato   | Votos   | Votos (%) |
| ------- | ------------ | ----------- | ------- | --------- |
|         | Republicanos | Pazolini    | 53 014  | 30,95%    |
|         | PT           | Coser       | 37 373  | 21,82%    |
|         | Cidadania    | Gandini     | 36 172  | 21,12%    |
|         | Patriota     | Assumção    | 12 365  | 7,22%     |
|         | PSD          | Mazinho     | 11 397  | 6,65%     |
|         | PSDB         | Neuzinha    | 7 897   | 4,61%     |
|         | PSB          | Sérgio      | 7 110   | 4,15%     |
|         | NOVO         | Nylton      | 2 882   | 1,68%     |
|         | PSOL         | Gilbertinho | 1 408   | 0,82%     |
|         | PL           | Luiggi      | 998     | 0,58%     |
|         | PCdoB        | Namy        | 440     | 0,26%     |
|         | MDB          | Louzada     | 132     | 0,08%     |
|         | PSTU         | Furtado     | 69      | 0,04%     |
|         | PRTB         | Domingues   | 51      | 0,03%     |
| Totais  | Totais       | Totais      | 171 308 |           |

| Partido | Partido      | Candidato | Votos   | Votos (%) |
| ------- | ------------ | --------- | ------- | --------- |
|         | Republicanos | Pazolini  | 102 466 | 58,5%     |
|         | PT           | Coser     | 72 684  | 41,5%     |
| Totais  | Totais       | Totais    | 175 150 |           |